# Hongaarse muts
De Hongaarse muts (Capulus ungaricus, junior synoniem: Capulus hungaricus) is een zeeslakkensoort die behoort tot de familie Capulidae. De Hongaarse muts komt voor in de Middellandse Zee, de Noordzee en de Atlantische Oceaan. Het dier leeft op rostachtige bodems.

## Kenmerken
De schelp van de Hongaarse muts is tot 50 millimeter hoog en 51 millimeter breed. De kleur is witgeel. De schelp lijkt op dat van een tweekleppig weekdier, maar dit is niet het geval.

## Fossiel voorkomen
De Hongaarse muts komt voor in Pliocene afzettingen in het Noordzeebekken. De soort is bekend uit de Coralline Crag van East Anglia (Engeland), in Nederland in de Zone van Turritella triplicata en Yoldia semistriata en in het gebied rondom Antwerpen in de Formatie van Lillo.
Calyptraea: chinensis · 
Crepidula: fornicata · 
Capulus: ungaricus